# Tazio Secchiaroli

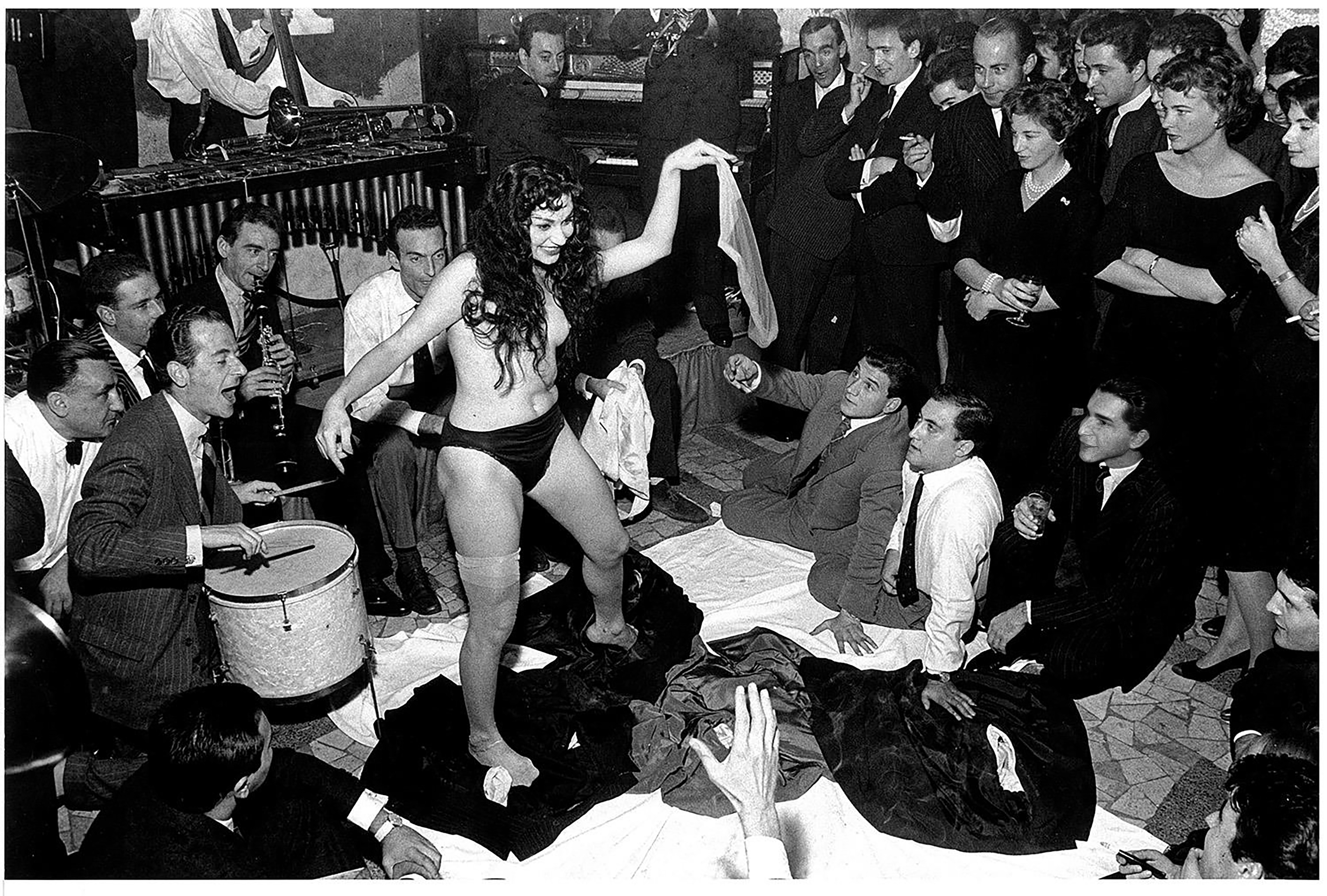
Jedna ze slavných Secchiaroliho fotografií striptýzu Aïché Nana v Rugantino v roce 1958, která inspirovala Federica Felliniho slavnou a kontroverzní scénou z filmu La Dolce Vita

Tazio Secchiaroli (26. listopadu 1925 – 24. července 1998) byl italský fotograf známý jako jeden z původních paparazziů. V roce 1955 založil agenturu Roma Press Photo.
Secchiaroli byl inspirací pro postavu Paparazzo ve Felliniho filmu La Dolce Vita. Velká část Felliniho výzkumu profese bulvárního žurnalistiky spočívala pouze v nákupu večeře pro Secchiaroliho a jeho přátele a naslouchání jejich záletům.
Je ironií, že v době, kdy byl vytvořen termín 'paparazzi', se Secchiaroli stal spíše zasvěcencem v italském filmovém průmyslu a opustil útočnou fotografii ve stylu paparazzi. Stal se dobře známým svými neformálními portréty filmových hvězd, a to jak ve studiu, tak v jejich domovech.

## Životopis
Secchiaroli se narodil 26. listopadu 1925 v městské čtvrti Centocelle na předměstí Říma v rodině pocházející z Marche, která se nedávno přistěhovala do hlavního města. Kromě Tazia tvořili rodinu jeho otec Pietro, mistr zedník, matka domácí hospodyně a dvě mladší sestry. Centocelle bylo v té době kulturně daleko od velkého města mnohem dál, než by naznačovala jeho desetikilometrová vzdálenost.
Jeho otec se postaral o to, aby byl o letních prázdninách zaměstnán, aby se naučil užitečným dovednostem. Ve věku 14 let, když přišel o otce, opustil školu a začal pracovat, aby pomohl rodině. V mládí vykonával různé podřadné práce, jako poslíček nebo pomocník. Jedna z jeho tet mu darovala fotoaparát a s ním začal fotografovat svou čtvrť: obyvatele a přátele. Po druhé světové válce se stal pouličním fotografem v centru města, a po krátké době ho jeho přítel a fotograf Sergio Strizzi představil agentuře V.E.D.O.. Secchiaroli byl po celý život hrdý na své tesařské a kovoobráběcí dovednosti.
Své první fotografie pořídil v roce 1941, většinou nevýrazné, i když jedna ukazuje možný raný projev smyslu pro načasování zpravodajského fotografa – snímek přítele na kole s letícím fotbalovým míčem zachyceným v čase vedle hlavy.
Stal se fotografem pro fotoreportáže z Říma, učněm Adolfo Porry Pastorel, otcem italského fotožurnalismu, kterého se stal dobrým přítelem a spolupracovníkem. Od něj se naučil fotožurnalismus a začal vytvářet důležité snímky, které ho odlišovaly od ostatních fotografů. Jeho práce byla publikována v časopisech té doby, jako byly L'Europeo, Epoca, Le Ore nebo Oggi.
V roce 1955 založil Roma Press Photo, římskou fotografickou agenturu, která se zabývala jak politickými reportážemi, tak i bulvárními tématy.
Fotografoval politický a společenský život hlavního města, demonstrace, chudobu, poutníky během Svatého roku a politiky. Pořídil také řadu scoopů: jeho fotografie Piera Piccioniho a Uga Montagny spolu byly použity jako důkazní materiál během "Procesu Montesi". Stal se známým i mimo profesionální kruhy v roce 1958, kdy jako první zachytil rušné noci Via Veneto, čímž proslavil atmosféru, kterou Federico Fellini ztvárnil ve svém mistrovském díle La dolce vita.
Tazio Secchiaroli fotografoval také striptýz turecké tanečnice Aïché Nana v Rugantino a hádky mezi Anitou Ekberg a Antonym Steelem, výbuchy vzteku bývalého krále Faruka či Waltera Chiariho. Jeho fotografie byly často publikovány s velkým důrazem, často exkluzivně, v časopisech po celém světě.
Jeho práce je sociální reportáž o nočním životě hlavního města. Vynalezl nový žánr fotografie, tzv. fotografii „násilného zásahu“: poprvé byli slavní fotografováni proti své vůli. Seznámil se s Federicem Fellinim, který z jeho vyprávění čerpal mnoho podnětů pro scénář filmu La Dolce Vita a vytvořil na jeho základě postavu Paparazzo. Od té doby, Fellini oceňující jeho fotografické schopnosti, ho začal zvát na své filmové sety jako fotografa pro speciální akce. Od 1960 se definitivně vzdal fotografie „násilného zásahu“ a začal se věnovat fotografování speciálních akcí na filmových setech. Vynalezl nový fotografický žánr a stal se prvním fotoreportérem v oblasti kinematografie, přičemž přenesl svůj styl do zákulisí. Slavíci se mu již vyhýbali, ale naopak byli rádi, že s ním mohou spolupracovat.
V roce 1963 se seznámil se Sophií Lorenoovu a stal se jejím osobním fotografem. Byl jím po dobu přibližně 20 let a svými fotografiemi pomohl zpřístupnit krásu herečky celému světu. Lorenová mu důvěřovala a požadovala jeho přítomnost i v případě, když ji v roce 1966 fotografoval také Richard Avedon.
Spolupracoval s nejvýznamnějšími režiséry a nejznámějšími herci, čímž vytvořil reportáž o kinematografii trvající více než 30 let, zejména o italském filmu.
V 1985 se stáhl z profesionálního života a v roce 1998 zemřel v Římě.. Bylo vydáno mnoho monografických knih a uspořádáno mnoho výstav s jeho fotografiemi.

## Výstavy
- 2019, Parma, kolektivní výstava, "Il sorpasso. Quando l’Italia si mise a correre, 1946-1961", Palazzo del Governatore, s dalšími fotografy, od 8. března do 5. května 2019[6]
- 2018 - 2019, Řím, kolektivní výstava, "Il sorpasso. Quando l’Italia si mise a correre, 1946-1961", od 12. října 2018 do 3. února 2019, Museo di Roma a palazzo Braschi, s dalšími fotografy[6][7]
- 2005, Řím, "Tazio Secchiaroli: G. Mastorna, opera incompiuta", výstavní prostor Cinecittàdue Arte Contemporanea, od 8. prosince 2005 do 19. února 2006[8]

## Díla a publikace
- Tazio Secchiaroli, I grandi fotografi (Velcí fotografové), Fabbri, 1983
- Tazio Secchiaroli, The Original Paparazzo, Photology, Milán, 1996
- Tazio Secchiaroli, Fellini 8½, Milán, 1998 (bromostříbrné tisky)
- Tazio Secchiaroli, Sophia Loren, Rizzoli, Milán, 2003
- Tazio Secchiaroli, Federico Fellini, Rizzoli, Milán, 2003
- Tazio Secchiaroli, Storie di cinema (Příběhy kinematografie), Řím, 2004